# I ragazzi del muretto
I ragazzi del muretto è una serie televisiva italiana, andata in onda per tre stagioni su Rai 2 negli anni novanta. La prima puntata andò in onda il 28 marzo 1991, l'ultima il 2 luglio 1996, per un totale di 52 episodi.

## Trama
La serie televisiva disamina le vicissitudini quotidiane di un consesso di giovani liceali, prevalentemente riconducibili alla classe medio-borghese, la cui socializzazione si articola emblematicamente attorno al celebre "muretto" di piazza Mancini, ubicato nel quartiere Flaminio di Roma. La narrazione, pur prendendo le mosse dalle tematiche archetipiche dell'adolescenza, quali le prime esperienze sentimentali e le sfide didattiche, progredisce verso una trattazione approfondita di questioni sociali di ben più pregnante rilevanza. Tra queste si annoverano, a titolo esemplificativo ma non esaustivo: il razzismo, la violenza negli stadi, l'aborto, l'omosessualità, l'AIDS, l'abuso di sostanze stupefacenti, la prostituzione, l'accattonaggio, lo sfruttamento di giovani extracomunitari, la solitudine senile e l'usura.

## Personaggi
- Stefania, interpretata da Francesca Antonelli: È il maschiaccio del gruppo, molto schietta e diretta, talvolta un po' brusca, ma sempre pronta a dare aiuto e consigli pratici agli amici. È sempre in compagnia di Cristian, il grande amore della sua vita, nonostante abbiano anche le loro rotture e incomprensioni.
- Cristian, interpretato da Vincenzo Diglio: L'eterno fidanzato di Stefania. È il classico ragazzo sempre allegro, spensierato ma anche molto immaturo. Va sempre in giro in moto e in un episodio avrà anche un brutto incidente. Malgrado la sua immaturità, è molto innamorato di Stefania, che considera il suo punto di riferimento.
- Johnny, interpretato da Claudio Lorimer: Ragazzo alto e riccioluto, vive a Roma con suo nonno mentre i suoi genitori sono all'estero per lavoro. Saggio ed eccentrico, ma anche molto cordiale e attivo, il suo tratto distintivo è che va sempre in giro con i suoi pattini a rotelle. È sempre pronto a dare la sua opinione e trascinare gli amici in una nuova impresa.
- Giuliana, interpretata da Elodie Treccani (stagioni 1-2) e Samuela Sardo (stagione 3): È la migliore amica di Stefania, ma a differenza di lei è molto ingenua ed insicura, soprattutto con i ragazzi. Avrà una storia prima con Andrea e successivamente con Franz.
- Debora, interpretata da Cecilia Dazzi (stagioni 1-2) e Irene Grazioli (stagione 3): Ragazza romantica e sognatrice, a volte un po' ingenua, si innamora prima del suo idolo, il cantante Luca Carboni, e poi di un ragazzo di colore di nome Sahid. Con quest'ultimo avrà una storia che le causerà non pochi problemi con i genitori. Solo dopo la partenza di Sahid, comincerà a vedere l'amico Gigi con occhi diversi.
- Gigi, interpretato da Amedeo Letizia: Ragazzo sportivo che va spesso in palestra, non molto sveglio ma di animo buono. Da sempre innamorato di Debora, inizialmente i suoi sentimenti non sono corrisposti in quanto Debora lo vede solo come un amico, anche se in seguito le cose cambieranno. Scoprirà nella seconda stagione di essere stato adottato.
- Sara, interpretata da Barbara Ricci (stagioni 1-2) e Alessandra Monti (stagione 3): Aspirante ballerina. È equilibrata, talvolta un po' diffidente e scontrosa, ma nasconde anche un lato fragile. È la ragazza di Simone ma il loro rapporto è molto altalenante. Di lui rimarrà incinta e poi avrà un aborto spontaneo che causerà complicazioni nella loro storia. A metà della terza stagione, successivamente alla fine della sua relazione con Simone, si riscoprirà innamorata di Andrea.
- Simone, interpretato da Gabriele Pao Pei Andreoli: Ragazzo ricco e viziato che ha rapporti complicati col padre. Ha la fama di sciupafemmine ma in realtà Sara è l'unica che gli interessa sul serio. I due avranno sempre un rapporto molto burrascoso che terminerà definitivamente quando, a metà della terza stagione, lui avrà un bruttissimo incidente con la macchina e deciderà di trasferirsi definitivamente in America per studiare medicina.
- Mitzi, interpretato da Alberto Rossi (stagioni 1-2) e Ettore Bassi (stagione 3): Il più maturo del gruppo. Essendo l'unico del gruppo ad essere più grande, Mitzi non frequenta il liceo insieme agli altri. È dotato in campo artistico ma non ha un lavoro stabile. Vive prima col padre, poi da solo, e poi con la sua ragazza Elena con la quale in seguito avrà un bambino e si trasferiranno a Bologna.
- Elena, interpretata da Michela Rocco di Torrepadula: Una ragazza affascinante e riservata che colpisce subito i ragazzi del gruppo per la sua bellezza, in particolare Johnny e Mitzi, e lei si innamora proprio di quest'ultimo. Nel corso della sua storia con Mitzi, Elena rimarrà incinta. Come il resto del gruppo, Elena dovrà affrontare problemi familiari, quali la morte del padre e un difficile rapporto con la madre.
- Franz, interpretato da Lorenzo Amato (stagioni 1-2) e Luciano Federico (stagione 3): Ragazzo timido, impacciato e piuttosto scialbo, ma che si trasforma in un altro quanto lavora come dj alla radio. Inizialmente è un amico di Elena e mal visto dai ragazzi del muretto, ma viene ben presto accettato nel gruppo e inizia una storia con Giuliana.
- Andrea, interpretato da Riccardo Salerno (stagioni 1-2) e Nicola Rebeschini (stagione 3): Presentato nella prima puntata come l'ex ragazzo di Stefania, ora non più interessato a lei ma alla sua amica Giuliana. Personaggio ricorrente nella prima stagione, diventerà invece centrale nella seconda e nella terza ultima stagione quando tornerà a Roma, con l'intenzione di studiare recitazione. Nella terza stagione capisce di essere innamorato di Sara, la sua migliore amica.

## Produzione
Per realizzare la prima stagione furono coinvolti quattro registi (Tomaso Sherman, Paolo Poeti, Rodolfo Roberti e Ninì Salerno) e nove sceneggiatori (tra i quali Daniela Bortignoni, Edi Liccioli, Marina Garroni, Giovanni Lombardo Radice, Patrizia Fassio, Domenico Matteucci, Veronica Salvi e Stefano Bambini); ogni puntata costò circa 600 milioni di lire.
Molti interpreti, soprattutto tra le guest star, ancora alle prime armi, sono poi diventati famosi.
Degno di nota il fatto che per il ruolo di Giuliana si candidarono senza successo Claudia Pandolfi nel 1991 e Barbara Livi nel recast del 1995. Anche Carlotta Natoli nel 1991 si offrì per il ruolo di Debora ma le fu preferita Cecilia Dazzi.
A causa della produzione ritardata della terza stagione, diversi personaggi hanno subito un recasting, ovvero i ragazzi Franz, Debora, Sara, Mitzi, Andrea e Giuliana, oltre ad alcuni genitori. Il costo medio di un episodio della terza stagione era di 400 milioni di lire, con parte delle scene girate in Bulgaria.

## Colonna sonora
La colonna sonora è composta da Gaetano Curreri e Fabio Liberatori degli Stadio (tra le canzoni ricordiamo Generazione di fenomeni, Un disperato bisogno d'amore, Le cose che contano e Ballando al buio, entrate a far parte della discografia della band), mentre la sigla iniziale è la cover degli U2 di Night and Day di Cole Porter.

## Episodi
Nella prima stagione ogni giovedì andava in onda un episodio di circa un'ora, a partire dalle successive a ogni appuntamento furono trasmessi due episodi consecutivamente
, mantenendo la durata.
| Stagione         | Episodi | Prima TV                            |
| ---------------- | ------- | ----------------------------------- |
| Prima stagione   | 14      | 28 marzo 1991 - 27 giugno 1991.     |
| Seconda stagione | 14      | 28 settembre 1993 - 9 novembre 1993 |
| Terza stagione   | 24      | 9 aprile 1996 - 2 luglio 1996.      |